# HMS Intrepid (D10)
«Інтрепід» (англ. HMS Intrepid (D10) — військовий корабель, ескадрений міноносець типу «I» Королівського військово-морського флоту Великої Британії за часів Другої світової війни.
Есмінець «Інтрепід» був закладений 13 січня 1936 року на верфі компанії J. Samuel White на острові Коуз. 29 липня 1937 року увійшов до складу Королівських ВМС Великої Британії. Есмінець брав активну участь у бойових діях на морі в Другій світовій війні; бився у Північній Атлантиці, на Середземному морі. Брав участь у потопленні німецького підводного човна U-45.
27 вересня 1943 року есмінець затонув після того, як дістав серйозних пошкоджень під час бомбардувань німецькими бомбардувальниками Ju 88 ескадри KG 51 «Едельвейс» у острова Лерос в Егейському морі.
За проявлену мужність та стійкість у боях бойовий корабель нагороджений дев'ятьма бойовими відзнаками.

## Дизайн і конструкція
«Інтрепід» належав до есмінців типу «I», дев'ятої та останньої серії британських міжвоєнних серійних ескадрених міноносців, так званих «стандартних есмінців», які були модернізованою версією попередніх типів G та H. Корабель відрізнявся новими чотиритрубними торпедними апаратами, а для компенсації зрослої ваги у внутрішніх приміщеннях довелось укладати баласт.
Корпус «Інтрепіда» мав загальну довжину між перпендикулярами 98,5 м, бімс — 10,1 м та осадку до 3,8 м. Водотоннажність бойового корабля становила: стандартна — 1 370 та повна — 1 888 довгих тонн відповідно.
Головна енергетична установка складалась з трьох триколекторних Адміралтейських котлів з пароперегрівником і двох одноступінчатих турбозубчатих редукторів. Розміщення ГЕУ — лінійне. Котли розміщувалися в ізольованих відсіках, турбіни — у загальному машинному відділенні, за цього редуктори були відокремлені від турбін водонепроникною перегородкою. Робочий тиск пару — 21 кгс/см² (20 атм.), температура — 327 °С (620 °F).
Проектна потужність становила 34 000 к.с. за частоти обертання 350 об/хв, що мало забезпечити максимальну швидкість ходу (за повного навантаження) в 35,5 вузли (65,7 км/год). Запас палива зберігався у паливних танках ємністю 462 тонни мазуту, що забезпечувало дальність ходу 5 500 миль (10 200 км) 15-вузловим ходом (27,8 км/год). Екіпаж корабля становив 145 офіцерів та матросів.

## Озброєння
Корабельна артилерія головного калібру (ГК) есмінця «Інтрепід»: чотири 120-мм універсальних швидкострільних гармат QF Mark IX з довжиною ствола 45 калібрів у баштах типу CP XVII 'A', 'B', 'X', та 'Y'. Максимальний кут піднесення +40°, зниження на −10°. Маса снаряда 22,7 кг, початкова швидкість — 808 м/с. Гармати мали швидкострільність 10-12 пострілів на хвилину на дальність — 15 520 м.
Зенітне озброєння корабля включало дві 12,7-мм зчетверені зенітні кулемети Vickers .50.
Торпедне озброєння складалося з двох чотиритрубних 21-дюймових (533-мм) торпедних апаратів Mark IX, що розташовувався в кормовій частині корпусу на осьовій лінії. Протичовнове озброєння есмінця складалося з гідролокатора «ASDIC», 16 глибинних бомб, 1 бомбоскидача і двох бомбометів на кормі, але з початком війни кількість глибинних бомб збільшили до 35.

## Історія

### Передвоєнні часи
Ескадрений міноносець «Інтрепід» разом з іншими однотипними кораблями увійшов до складу 3-ї флотилії есмінців Середземноморського флоту Великої Британії після введення його до строю. Базувався на Мальті, під час громадянської війни в Іспанії брав участь у блокаді навколишніх вод з метою запобігання контрабанді зброєю.

### Початок війни
3 вересня 1939 року, в день оголошення війни Об'єднаним королівством Німецькому рейху, за наказом британського адміралтейства «Інтрепід» вийшов зі Середземного моря та попрямував до Британських островів.
17 вересня він супроводжував авіаносець «Корейджес», коли той був атакований німецьким підводним човном U-29. В корабель влучили 2 торпеди, внаслідок чого він затонув за 15 хвилин. Загинуло 518 членів екіпажу.
14 жовтня 1939 року разом з однотипними есмінцями «Інглефілд», «Ікарус» та «Айвенго» затопили південно-західніше Ірландії німецьку субмарину U-45.
З жовтня 1939 до лютого 1940 року корабель виконував завдання з протичовнової оборони прибережних вод навколо Англії, а також встановлював мінні поля біля німецьких берегів.
13 лютого 1940 року німецький підводний човен U-54 імовірно підірвався та затонув на одному з таких мінних полів, полі № 4, встановлених британськими есмінцями «Інтрепід» та «Айвенго».
У лютому «Інтрепід» з легким крейсером «Аретюза» та дивізіоном есмінців брав участь у пошуках німецького судна постачання «Альтмарк» біля берегів Скандинавського півострова.
17 березня корабель постраждав у наслідок зіткнення з траулером «Оушен Дріфт», який затонув. Есмінець перебував на відновлювальних роботах у Інвергордоні та Мідлсбро до кінця квітня. Після цього «Інтрепід» залучався з есмінцями «Еск» та «Експрес» до постановки мінних полів поблизу німецького та голландських берегів.
Наприкінці травня 1940 року брав участь в евакуації англо-французьких військ з пляжів Дюнкерка.
Протягом літа есмінець активно залучався до встановлення мінних полів та протидесантних загороджень у берегів Англії.
31 серпня 1940 року група есмінців та мінних загороджувачів з 5-ї та 20-ї флотилії вийшла з Іммінгама для постановки мінного поля поблизу берегів голландського острову Тесел. Повітряна розвідка виявила вихід німецьких кораблів і керівництво операцією вирішило, що це початок вторгнення на Британські острови. У наслідок нескоординованих дій есмінець «Експрес» наразився на міну й дістав важких пошкоджень; йому на допомогу кинувся «Еск» і, потрапивши на мінне поле, тут же підірвався спочатку на одній морській міні, потім на другій і затонув; загинуло 127 матросів. Наступним став есмінець «Айвенго», який у свою чергу поспішив на поміч, але також підірвався та через невиправні пошкодження і неможливість буксувати його до бази, був затоплений торпедами ескадреного міноносця «Кельвін».
Катастрофічні наслідки проведення операції з постановки мінного поля примусили британське адміралтейство послати на допомогу групі есмінців легкі крейсери «Аврора» та «Галатея», втім останній також потрапив на міну й був пошкоджений вибухом.

### 1941
З січня 1941 року корабель використовувався для ескортування та забезпечення постановки мінних полів у Північному морі. 3 січня з есмінцями «Тартар» та «Ікарус» виділені на супровід крейсерів «Аретьюза» та «Аврора» для постановки мінних полів поблизу норвезького Егерсунда.
У період з лютого до травня «Інтрепід» неодноразово виходив у море на виконання бойових завдань разом з іншими ескадреними міноносцями «Ікарус», «Імпалсів», «Берклі», «Ферні», «Клівленд», «Тайндейл», «Вансітарт» та «Віверн» з постановки мінних полів неподалік від берегів окупованих нацистами країн Європи.
27 липня з Ісландії вийшли два з'єднання кораблів, які повинні були атакувати Шпіцберген і узбережжя Норвегії. До складу другого з'єднання, що вийшло для проведення рейду на Кіркенес і Петсамо, входили авіаносці «Фьюріос» і «Вікторіос», на борту яких перебувало близько 100 літаків палубної авіації, важкі крейсери «Девоншир» і «Саффолк» та 6 есмінців «Ескапада», «Антілоуп», «Ектів», «Акейтіз», «Інтрепід» і «Ентоні». Під керівництвом контр-адмірала Ф. Вейк-Волкера воно повинно було підтвердити в очах громадськості панування британського флоту у морях Крайньої Півночі й допомогти Радянському Союзі, вже більше місяця воював з Німеччиною. Однак проведений 30 липня наліт не мав особливого успіху, оскільки німці утримували на своїх базах сильну протиповітряну оборону і знищили зенітним вогнем 16 британських літаків.
15 серпня 1941 року з групою есмінців провадив ескорт зі Скапа-Флоу до Клайду, що вийшов для окупації Азорських островів, але в останній момент операція була скасована.
У листопаді есмінець брав участь у супроводі конвою PQ 3 з Рейк'явіка до Мурманська, де разом з крейсером «Кеніа» та есмінцем «Бедуїн» виконував завдання з далекого ескорту суден. 24 листопада обстрілював німецькі берегові артилерійські батареї у Вардьо. Після успішного завершення переходу союзного конвою повернувся з конвоєм QP 3.
У грудні включений до складу сил з есмінцями «Оффа» та «Онслоу» для супроводження крейсерів «Бервік», «Кеніа» та «Кент», що здійснювали рейдові дії на півночі Атлантики.

### 1942
У лютому 1942 року «Інтрепід» супроводжував невеликий конвой QP 7 з Ісландії до Росії, де разом з крейсером «Найджеріа», есмінцем «Фокнор» та тральщиками «Бритомарт», «Хазард», «Спідвел» і «Шарпшутер» ескортували транспортні судна до Мурманська.
1 березня 1942 року з порту Рейк'явіка до Мурманська у супроводі ближнього ескорту вирушив конвой PQ 12, який налічував 16 вантажних суден зі стратегічно важливими матеріалами та військовою технікою для Радянського союзу. 5 березня до них на посилення супроводу прибули легкий крейсер «Кенія» та есмінці «Оффа» і «Орібі». 3 та 5 числа з Рейк'явіка та зі Скапа-Флоу відповідно вийшли сили далекого океанського супроводження. Ескадрений міноносець «Інтрепід» вийшов з групою ескорту лінійних кораблів «Кінг Джордж V» і «Дюк оф Йорк», лінійного крейсера «Рінаун» та авіаносця «Вікторіос». У той же час з Росії вийшов назустріч конвой QP 8. Місцем рандеву для транспортних конвою та кораблів ескорту визначався норвезький острів Ян-Маєн. За даними британської розвідки на перехоплення транспортних конвоїв німці зібрали рейдову групу на чолі з лінкором «Тірпіц». Невдовзі після виходу німецького рейдера з норвезького фіорду підводний човен «Сівулф» виявив його у відкритому морі. Обидва угруповання кораблів здійснили спробу напасти на противника, але марно. Врешті-решт «Тірпіц» повернув додому, а 12 березня 1942 року конвой PQ 12 благополучно прибув до Мурманська, не втративши жодного корабля чи судна.
Наступні декілька місяців есмінець входив до З'єднання «W», головним завданням якого було забезпечення перельоту бойових літаків з борту союзних авіаносців до аеродромів Мальти. На початку травня, «Інтрепід» разом з есмінцями «Еко» та американськими есмінцями «Ланг» і «Стеретт» у супроводі лінійного крейсера HMS «Рінаун» та крейсера ППО «Карібдіс» здійснював прикриття переходу американського авіаносця «Восп» та британського «Ігла» в операції «Бовері».
8 травня 1942 року корабель приєднався до сил З'єднання «W» на острові Мальта. Забезпечував прикриття перекидання винищувальної авіації з авіаносців «Восп» та «Ігл» на обложений острів.
З 23 по 31 травня 1942 року «Інтрепід» входив до сил ескорту конвою PQ 16, який супроводжував 35 транспортних суден (21 американське, 4 радянські, 8 британських, 1 голландське та одне під панамським прапором) до Мурманська від берегів Ісландії зі стратегічними вантажами і військовою технікою з США, Канади і Великої Британії. Його супроводжували 17 ескортних кораблів союзників, до острова Ведмежий конвой прикривала ескадра з 4 крейсерів і 3 есмінців. З 35 суден конвою 8 було потоплено німецькими субмаринами, торпедоносцями та 2 зазнали пошкоджень.
26 червня 1942 року «Інтрепід» мав повернутись до Англії з «Інглефілд» з конвоєм QP 13, однак в останню мить кораблі лишились у Мурманську й самостійно повернулись на базу в липні 1942.
У серпні 1942 року «Інтрепід» взяв участь в ескортуванні авіаносця «Ігл» у складі з'єднання «Z» в операції «П'єдестал». Ескортне з'єднання, що виділялося на супровід транспортного конвою для доставлення вантажів на острів, було найпотужнішим за усю війну. До складу входили 2 лінкори, 4 авіаносці, 7 крейсерів і 32 есмінці, командувачем був віцеадмірал Е.Сіфрет. Британське адміралтейство повністю усвідомлювало, що доля острова залежатиме від того, скільки транспортних суден з 15-ти, що вирушили на Мальту, добереться до острова.
11 серпня 1942 року у Середземному морі «Ескімо» приєднався до З'єднання X, де разом з есмінцями «Ескімо», «Ікарус», «Ітуріель», «Патфайндер», «Фьюрї», «Пенн», «Ледбарі», «Брамгам», «Ашанті», «Тартар» і «Сомалі» супроводжував крейсери «Каїр», «Кеніа», «Манчестер» і «Найджеріа».
Конвой проривався до обложеного острову під потужнішими ударами з повітря та атаками німецьких підводних човнів, й зазнав важкі втрати. Загалом під постійними атаками німецьких та італійських кораблів, підводних човнів, торпедоносців та бомбардувальників, конвой втратив один авіаносець, 2 легких крейсери, ескадрений міноносець та дев'ять торговельних суден з чотирнадцяти. Британський «Ігл» був потоплений німецьким підводним човном U-73 й тільки 5 транспортних суден, у тому числі сильно пошкоджений коштовний американський танкер SS «Огайо», спромоглися прорватися до обложених. Ще 1 авіаносець і 2 легких крейсери були пошкоджені у наслідок безперервних нападів. Проте 32 000 тонн генерального вантажу і 15 000 тонн палива поповнили майже порожні сховища Мальти. Це дозволило острову не тільки відбивати атаки противника, а й відновити активні операції на італо-німецьких комунікаціях, що ведуть до Африки.
У середині вересня включений до складу сил ескорту для супроводу арктичного конвою PQ 18, що доставляв за програмами ленд-лізу озброєння, військову техніку і важливі матеріали та майно до Радянського Союзу, та зворотного QP 14.
У жовтні 1942 переведений з крейсером «Аргонаут» та есмінцем «Обд'юрет» до Архангельська, де готувався до переходу новий конвой QP 15. 17 листопада конвой вийшов з Кольської затоки, маючи у своєму складі 32 транспортних та вантажних судна під ескортом 30 бойових кораблів
На переході морем німецькі підводні човни U-625 та U-601 потопили одне британське та одне радянське транспортні судна, есмінці радянського флоту «Баку» та «Сокрушительний» були пошкоджені, згодом останній затонув. Решта конвою практично без втрат дісталась берегів Ісландії.
З грудня 1942 до лютого 1943 корабель перебував на ремонті в доках Англії, згодом увійшов до 8-ї флотилії есмінців.

### 1943
У лютому 1943 року «Інтрепід» повернувся до супроводу арктичних конвоїв. З 21 по 27 число разом з крейсером «Сцилла», есмінцями «Екліпс», «Імпалсів», «Фьюрі» й польський «Оркан» супроводжував черговий конвой JW 53 до Росії. На початку березня повернувся з конвоєм RA 53 додому.
У червні 1943 року переведений до сил Середземноморського флоту, в подальшому здійснював підготовку та підтримку висадки морського десанту на Сицилію.
2 вересня 1943 забезпечував висадку британського морського десанту до Калабрії, а 9 числа у Салерно.
17 вересня 1943 року на пару з «Еко» атакував німецький мисливець за підводними човнами UJ-2104 на рейді Астипалеї, який від отриманий пошкоджень викинувся на берег, й був залишений командою.
18 вересня з «Еко» здійснював перекидання морем 1-го Даремського полку легкої піхоти з Александрії до острова Лерос.
26 вересня 1943 року «Інтрепід» забезпечував артилерійську підтримку союзних військ у острова Лерос в Егейському морі й піддався чисельним атакам німецьких бомбардувальників Ju 88 бомбардувальної ескадри KG 51 «Едельвейс». У наслідок повітряних атак дістав серйозних пошкоджень та наступного дня перевернувся до гори дриґом і затонув.